# 銀棕皺牙脂鯉
銀棕皺牙脂鯉，為輻鰭魚綱脂鯉目脂鯉亞目上口脂鯉科的其中一個種，分布於南美洲亞馬遜河流域，體長可達30公分，棲息在底中層水域，生活習性不明，可做為食用魚。